# خوسيه أنتونيو رييس
خوسيه أنطونيو رييس كالديرون (1 سبتمبر 1983 - 1 يونيو 2019) لاعب كرة قدم إسباني محترف لعب بشكل أساسي كجناح أيسر وأيضًا كمهاجم. 
خاض أول مباراة له مع إشبيلية عندما كان في السادسة عشرة من عمره ووقع عقدا مع نادي أرسنال الإنجليزي في يناير 2004 وفاز بالدوري الإنجليزي الممتاز وكأس الاتحاد الإنجليزي خلال فترة وجوده في لندن. وعاد إلى إسبانيا في سبتمبر 2006، على سبيل الإعارة مع ريال مدريد، حيث فاز بالدوري الإسباني. وانتقل بعد ذلك إلى أتلتيكو مدريد، وفاز بالدوري الأوروبي مرتين. كما أمضى فترة إعارة قصيرة في البرتغال مع بنفيكا، قبل أن يعود إلى إشبيلية في وقت متأخر من مسيرته ويفوز بالدوري الأوروبي ثلاث مرات أخرى، ليصل إلى إجمالي قياسي فردي بلغ خمسة. وفي وقت لاحق، لعب مع فرق إسبانيول، وقرطبة، وشينجيانج تيانشان ليوبارد، وإكستريمادورا.
خاض خوسيه 21 مباراة دولية مع منتخب إسبانيا، وشارك في كأس العالم 2006. توفي في يونيو 2019 عن عمر يناهز 35 عامًا في حادث سيارة.

## المسيرة الكروية

### إشبيلية
ولد في أوتريرا، مقاطعة إشبيلية لوالدين غجريين، انضم خوسيه إلى صفوف الشباب في إشبيلية المحلية في سن العاشرة، واستمر في تمثيل النادي في جميع مستويات الشباب.
وقّع خوسيه أخيرًا عقدًا كاملاً في عام 1999، وشارك لأول مرة مع الفريق الأول خلال موسم 1999-2000 في سن 16 عامًا، ضد ريال سرقسطة. تم استدعاؤه لاحقًا إلى تشكيلة إسبانيا لبطولة أوروبا تحت 17 عامًا، حيث سجل هدفًا واحدًا في مرحلة المجموعات.
مع وجود الأندلسيين الآن في الدرجة الثانية، أضاف خوسيه ظهورًا آخر. بعد ترقيتهم، أثبت سمعته كوحدة هجومية متعددة الاستخدامات في السنوات التالية، حيث سجل 21 هدفًا في الدوري الإسباني على مدار أربعة مواسم مما أدى إلى لفت انتباه الفرق الأخرى.

### أرسنال
على الرغم من رغبة مدرب إشبيلية خواكين كاباروس في الاحتفاظ به، فقد وقع خوسيه مع نادي أرسنال الإنجليزي خلال فترة الانتقالات في يناير من موسم 2003-2004. تم التفاوض على رسوم انتقال بقيمة 10.5 مليون جنيه إسترليني مع المكافآت، اعتمادًا على نجاح آرسنال، والتي ارتفعت في النهاية إلى 17 مليون جنيه إسترليني.
شارك لأول مرة في 1 فبراير 2004 في مباراة الفوز 2-1 على مانشستر سيتي، وبعد يومين سجل هدفًا في مرماه ضد ميدلسبره في كأس الدوري الإنجليزي لكرة القدم. في وقت لاحق من ذلك الشهر، سجل هدفين ضد تشيلسي ليخرجهم من كأس الاتحاد الإنجليزي؛ كما سجل ضد المنافس الأخير في ربع نهائي دوري أبطال أوروبا، وساعدت أهدافه في المباراتين قبل الأخيرتين أرسنال على تحقيق موسمه الخالي من الهزائم في الدوري الإنجليزي الممتاز.
أظهرت الثلاثيات التي أحرزها خوسيه في المباريات الودية خلال صيف عام 2004 تحسنًا كبيرًا في أدائه، وكان له تأثير بارز على البداية الرائعة لفريقه في موسم 2004-2005، حيث تمكن من التسجيل في كل من المباريات الست الأولى. تم اختياره كأفضل لاعب في الدوري الإنجليزي الممتاز لشهر أغسطس 2004؛ ومع ذلك، فقد عانى في منتصف الموسم وكان أداؤه غير ثابت بشكل عام.
في أوائل عام 2005، ورد أن خوسيه كان يشعر بالحنين إلى الوطن أثناء وجوده في أرسنال، على الرغم من أن والديه، ماري وفرانسيسكو، وكذلك شقيقه جيسوس كانوا يعيشون معه في إنجلترا. خلال مكالمة مازحة أجرتها إذاعة كادينا كوبي في فبراير 2005، ورد أن مخادعًا يدعي أنه إيميليو بوتراغينيو، مدير كرة القدم في ريال مدريد، يتحدث نيابة عن الرئيس، اتصل بوكيل اللاعب وتحدث معه حول صفقة انتقال محتملة. في المحادثة التي تلت ذلك، زُعم أن الأخير أعلن أن الحياة في لندن كانت بعيدة كل البعد عما تصوره وأنه سيرحب بالانتقال إلى بلاده؛ كما زُعم أنه قال إنه يريد الخروج من النادي لأن هناك "أشخاصًا سيئين" في أرسنال.
في 21 مايو 2005، أصبح خوسيه ثاني لاعب في التاريخ (بعد كيفن موران ) يُطرد في نهائي كأس الاتحاد الإنجليزي، عندما طُرد بسبب حصوله على البطاقة الصفراء الثانية قبل وقت قصير من نهاية الوقت الإضافي ضد مانشستر يونايتد، على الرغم من أن فريقه فاز بالمباراة بركلات الترجيح. أنهى مؤقتًا التكهنات حول انتقاله بعيدًا عن هايباري في يوليو، عندما وقع عقدًا جديدًا لمدة ست سنوات وأعلن أنه "يتطلع إلى قضاء سنوات أكثر نجاحًا في النادي".
شارك خوسيه بشكل كبير في مسيرة الجانرز في دوري أبطال أوروبا 2005-2006، ضد، من بين آخرين، ريال مدريد ويوفنتوس وفياريال، ودخل كبديل في النهائي ضد برشلونة، والتي خسرها الجانرز 2-1. ومع ذلك، في أغسطس 2006، أعرب عن رغبته في عدم اللعب في مباراة تصفيات دوري أبطال أوروبا للنادي ضد دينامو زغرب - القيام بذلك من شأنه أن يجعله " مقيدًا بالكأس " ويعقد انتقاله إلى ريال مدريد؛ تركه المدرب أرسين فينجر خارج الفريق، مما أثار التكهنات بأن الانتقال كان سيتم الاتفاق عليه قريبًا.

### إعارة إلى ريال مدريد
ارتبط اسم خوسيه بريال مدريد إلى جانب زميله في فريق أرسنال سيسك فابريجاس في صيف عام 2006، عندما ادعى المرشح الرئاسي أرتورو بالداسانو أنه سيوقع معهما إذا تم انتخابه. وبعد إصدار خوسيه بيانين رسميين على موقع أرسنال الإلكتروني ينفي فيهما التقارير الإعلامية التي تتحدث عن عدم سعادته، جاءت تصريحات مزعومة لخوسيه في الصحافة الإسبانية تتناقض مع نفيه. وقد اختبر هذا صبر فينغر، الذي رد بغضب على محاولات ريال مدريد لزعزعة استقرار لاعبه، مما يشير إلى أن هذه ليست المرة الأولى التي يستخدم فيها النادي وسائل الإعلام والوكلاء في إسبانيا كتكتيك مزعزع للاستقرار؛ فقبل وقت قصير من إغلاق نافذة الانتقالات، اتفق الفريقان على مبادلته باللاعب البرازيلي الدولي جوليو بابتيستا، كل منهما على سبيل الإعارة لمدة موسم.
سجل خوسيه هدفه الأول مع ريال مدريد في 17 سبتمبر 2006، من ركلة حرة ضد ريال سوسيداد، في فوز 2-0 على أرضه. في اليوم الأخير من الموسم، كان التركيز منصبًا على ديفيد بيكهام وروبرتو كارلوس اللذين كانا على وشك الرحيل، لكن خوسيه، الذي جاء من مقاعد البدلاء بدلاً من بيكهام المصاب، سجل هدفين حيث عاد ريال مدريد من الخلف ليهزم مايوركا ويحصد لقب الدوري مرة أخرى.
في 8 يوليو 2007، عيّن ريال مدريد مدرب خيتافي السابق بيرند شوستر، مما زاد من فرص توقيع خوسيه على عقد دائم والبقاء في إسبانيا.

### أتلتيكو مدريد

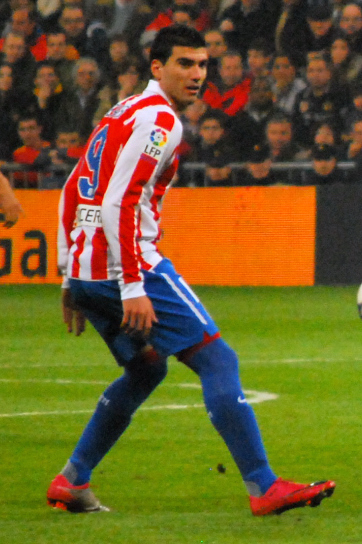
خوسيه يلعب مع أتلتيكو مدريد في عام 2011

أشارت التقارير التي ظهرت في 29 يوليو 2007 إلى أن منافسي المدينة أتلتيكو مدريد كانوا على وشك التعاقد مع خوسيه. وفي وقت لاحق من ذلك اليوم، أكد فينجر أن رحيل اللاعب وشيك، وسيتم الإعلان عن ذلك بشكل أكثر تحديدًا قريبًا. في اليوم التالي، اجتاز الفحص الطبي ووقع عقدًا لمدة أربع سنوات بقيمة 12 مليون يورو، وسجل هدفًا وساعد مرة واحدة في أول ظهور له في هزيمة لاتسيو 3-1 في بطولة أمستردام السنوية (أثناء وجوده في أرسنال، تم اختياره كأفضل لاعب في البطولة في نسختها 2004 )؛ كانت حملته الأولى مع كولتشونيروس كارثية، حيث كان غالبًا ما يتم إبعاده عن الفريق بواسطة ماكسي رودريجيز وسيماو سابروسا وفشل في تسجيل هدف واحد في 26 مباراة بالدوري.
في 7 أغسطس 2008، أعلن بنفيكا عن التعاقد مع خوسيه على سبيل الإعارة لمدة عام واحد - كما اشترى البرتغالي 25% من حقوق لعبه مقابل رسوم قدرها 2.65 مليون يورو، وضمن خيار شراء النسبة المتبقية البالغة 75% مقابل رسوم غير معلنة. سجل هدفه الأول مع نادي لشبونة ضد منافسه في المدينة سبورتينغ لشبونة، في 27 سبتمبر: بعد تفاهم بين خوسيه وبابلو أيمار وتمريرة من نفس اللاعب، سجل بطريقة أنيقة. وفي وقت لاحق من نفس الأسبوع، وجد الشباك مرة أخرى، ضد نابولي، مما ساعد في تحقيق فوز 2-0 على أرضه في الجولة الأولى من كأس الاتحاد الأوروبي.
أثبت عودة خوسيه إلى أتلتيكو أنها أكثر نجاحًا، حيث أعاد العمل مع كيكي سانشيز فلوريس، مدربه في بنفيكا من الموسم السابق. سجل هدفه الرسمي الأول في إسبانيا منذ أكثر من عامين في 9 يناير 2010، بتسديدة بعيدة المدى في مرمى ريال بلد الوليد، في فوز 4-0 - بحلول ذلك الوقت، كان قد تغلب على منافسة ماكسي وبدأ في الأجنحة إلى جانب سيماو. في 14 فبراير 2010، قدم أداءً رائعًا كلاعب في المباراة التي فاز فيها أتلتيكو 2-1 على برشلونة، حيث مهد الطريق للهدف الافتتاحي لدييغو فورلان في الهزيمة الوحيدة التي تعرض لها أبطال الدوري في الموسم. بعد أربعة أيام، في مباراة الدوري الأوروبي التي انتهت بالتعادل 1-1 على أرضه أمام جالطة سراي، سجل ركلة حرة مذهلة من الجناح الأيمن في الدقيقة 22، بعد أن أسقطه أحد لاعبي الفريق خارج منطقة الجزاء (فوز 3-2 في مجموع المباراتين). في 28 مارس، سدد كرة ملتفة بقدمه اليسرى من الجناح الأيمن داخل منطقة الجزاء مباشرة، ليفتتح التسجيل في ديربي مدريد ضد فريقه السابق في خسارة في النهاية بنتيجة 3-2.
في 27 أغسطس 2010، افتتح خوسيه الفوز 2-0 على إنتر ميلان في كأس السوبر الأوروبي بعد تمريرة واحدة ثنائية مع الأرجنتيني سيرجيو أجويرو. جاء هدفه الأول في الدوري في الحملة في الهزيمة 4-1 أمام هيركوليس في 10 يناير 2011، والذي ألهم سلسلة رائعة من التهديف، مع أهداف في مباريات متتالية على أرضه في فبراير/مارس، ضد فالنسيا، ونادي إشبيلية السابق وفياريال.
في موسم 2011-2012، تولى خوسيه المزيد من المسؤولية، وأثبت نفسه كواحد من أهم لاعبي الفريق. في 28 يوليو 2011، سجل هدفين لصالح أتلتيكو في فوز 2-1 في الدوري الأوروبي ضد سترومسجودسيت. بعد أسبوع، في مباراة الإياب، كان مرة أخرى على قائمة الهدافين وحصل أيضًا على تمريرة حاسمة لأدريان لوبيز في فوز خارج الأرض 2-0؛ كافح من أجل العثور على الثبات الذي كان عليه تحت قيادة فلوريس، وبعد خلاف مع المدرب الجديد جريجوريو مانزانو بعد استبداله في هزيمة 3-0 أمام أتليتيك بلباو، أصبح وقت لعبه محدودًا بشكل متزايد.

### العودة إلى إشبيلية

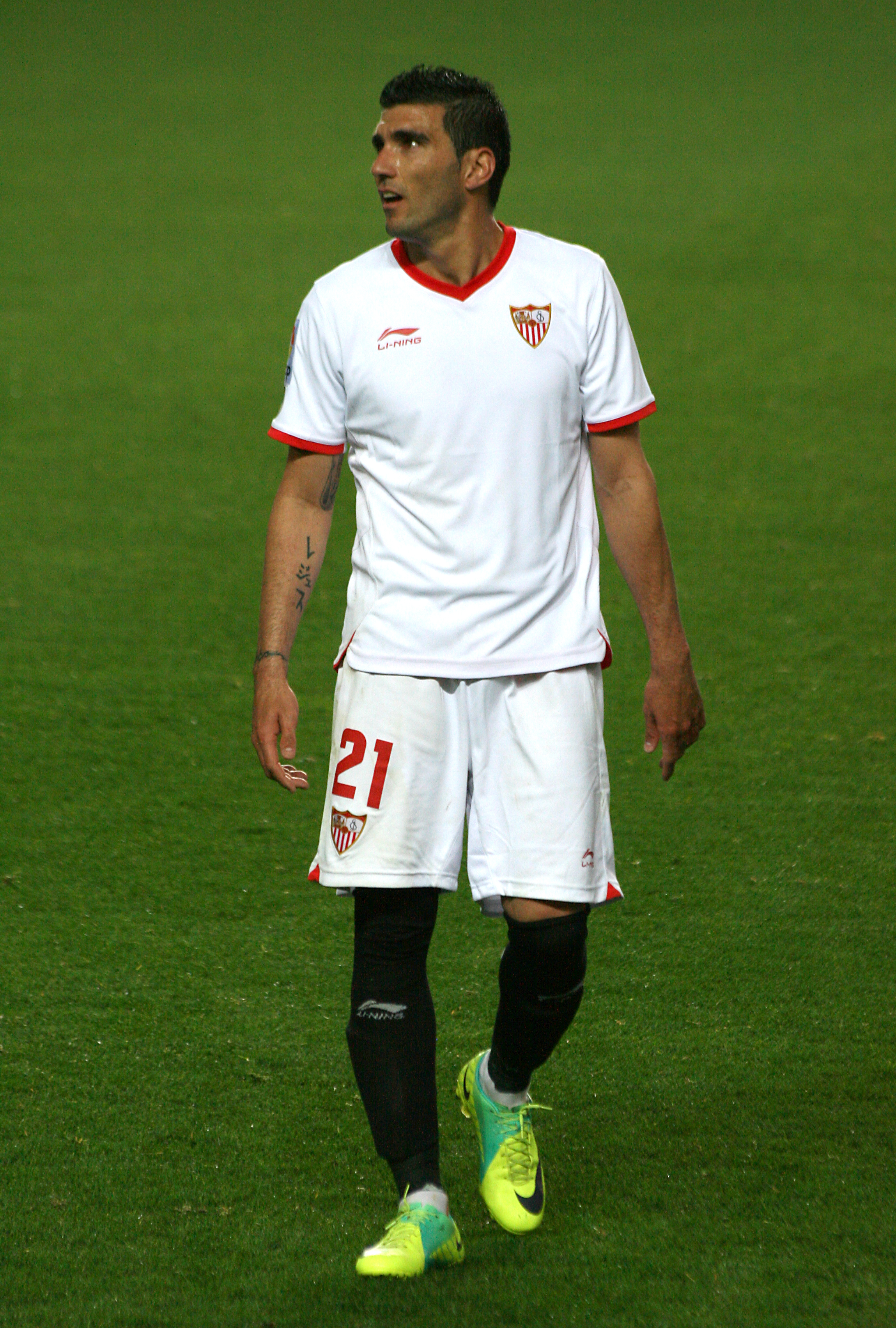
خوسيه في مباراة مع إشبيلية في عام 2012

في 5 يناير 2012، أكد نادي إشبيلية التعاقد مع خوسيه، الذي وافق على عقد حتى يونيو 2015. لعب أول مباراة له بعد ثلاثة أيام، حيث بدأ في خسارة 2-1 خارج أرضه أمام رايو فاليكانو، وسجل هدفه الوحيد في الموسم في 5 مايو، في فوز 5-2 في مباراة العودة. جاءت أهدافه الأولى في الموسم التالي في 18 نوفمبر 2012، من خلال هدفين في الشوط الأول في فوز ساحق 5-2 في ديربي إشبيلية على ريال بيتيس - جاء الهدف الافتتاحي بعد إحدى عشرة ثانية.
سجل خوسيه هدفين في 12 مباراة بالدوري الأوروبي حيث فاز إشبيلية بالبطولة في 2013–14، بما في ذلك هدف في مباراة الإياب من دور الـ16 ضد غريمه ريال بيتيس. في 27 مايو 2015، في نهائي بطولة الموسم التالي، والتي قيل إنها كانت مباراته الأخيرة مع النادي، كان قائدًا وساعد كارلوس باكا في تسجيل أول هدفين حيث عاد الفريق من التأخر ليهزم دنيبروبيتروفسك 3-2 في وارسو. ومع ذلك، فقد بقي، وبدأ كقائد في كأس السوبر التي تلت ذلك ضد برشلونة في تبليسي وسجل هدفًا عندما نجح فريقه في العودة من التأخر 4-1 ليأخذ المباراة إلى الوقت الإضافي، لكنه خسر على الرغم من ذلك.
سجل خوسيه هدفين في فوز إشبيلية على ريال بيتيس بنتيجة 4-0 في دور الستة عشر. لقد غاب عن الأسابيع الأخيرة من المنافسة بعد خضوعه لعملية جراحية في الزائدة الدودية، وفي 1 يونيو 2016 تم الإعلان عن أن اللاعب البالغ من العمر 32 عامًا سيتم إطلاق سراحه عند انتهاء عقده.

### إسبانيول
في 28 يونيو 2016، انضم خوسيه إلى نادي إسبانيول في صفقة مدتها عامين، ليلتقي مجددًا مع فلوريس. شارك لأول مرة في 20 أغسطس، وشارك لمدة 21 دقيقة في خسارة 4-6 خارج أرضه أمام فريقه السابق في اليوم الافتتاحي للموسم.
سجل خوسيه هدفه الأول لصالح بيريكوس في 29 نوفمبر 2016 في ظهور آخر من مقاعد البدلاء، ليضمن التعادل 1-1 مع ألكوركون في مباراة الذهاب من دور الـ 32 من كأس الدوري المحلي. في 21 يناير 2017، هذه المرة كلاعب أساسي، افتتح حسابه في الدوري بفوز 3-1 على غرناطة في ملعب كورنيا إل برات.

### مسيرته المهنية اللاحقة
في 30 يناير 2018، وقع خوسيه البالغ من العمر 34 عامًا مع نادي قرطبة في الدرجة الثانية. بعد أربعة أشهر، انضم إلى نادي شينجيانج تيانشان ليوبارد من الدوري الصيني الدرجة الأولى في صفقة انتقال مجانية.
عاد خوسيه إلى إسبانيا ودوري الدرجة الثانية في يناير 2019، لينضم إلى زميله السابق في فريق إشبيلية دييغو كابيل في إكستريمادورا ووافق على صفقة لمدة خمسة أشهر.

## المسيرة الدولية
شارك خوسيه في أول مباراة دولية كاملة له مع إسبانيا في 6 سبتمبر 2003، حيث دخل كبديل في الشوط الثاني خلال فوز ودي 3-0 على البرتغال في غيماريش. في 11 أكتوبر، عاد مرة أخرى من مقاعد البدلاء، هذه المرة لصالح فيسينتي، وسجل هدفين في الدقائق الثلاث الأخيرة من الفوز 4-0 في أرمينيا في تصفيات بطولة الأمم الأوروبية 2004، لكنه استُبعد من تشكيلة إيناكي سايز النهائية.
بعد عامين، تم اختيار خوسيه للمشاركة في كأس العالم لكرة القدم 2006، لكنه لم يشارك إلا في مباراة واحدة - الفوز 1-0 في مرحلة المجموعات على المملكة العربية السعودية، حيث تأهلت إسبانيا بالفعل في المركز الأول. تم تجاهله مرة أخرى في بطولة يورو 2008 المنتصرة، حيث فضل المدرب لويس أراجونيس أمثال ديفيد سيلفا وسانتي كازورلا على الأجنحة.
كما ظهر خوسيه مرة واحدة مع فريق منطقة الأندلس.

## الحياة الشخصية والموت
تزوج خوسيه من نويليا لوبيز في يونيو 2017. وكان لديهما ابنتان، نويليا وتريانا.
كان لدى خوسيه أيضًا ابنًا، خوسيه أنطونيو جونيور، من علاقة سابقة. وقع ابنه مع ريال مدريد في يونيو 2019، وعمره 11 عامًا.
في 1 يونيو 2019، توفي خوسيه عن عمر يناهز 35 عامًا إثر حادث سيارة أثناء سفره بين أوتريرا وإشبيلية مع أبناء عمومته، جوناثان خوسيه، الذي توفي أيضًا، وخوان مانويل كالديرون، الذي نُقل إلى المستشفى في حالة خطيرة. وبحسب الشرطة فإن السيارة كانت تسير بين 111 كم/ساعة (69 ميل في الساعة) و 128 كم/ساعة (81 (ميل في الساعة) وربما عانت من فشل في التوجيه أو الإطار. وقد نفى هذا التقرير الادعاءات السابقة بأن السيارة كانت تسير بسرعة 220 ميلاً في الساعة. كم/ساعة (135 (ميل في الساعة).
قدم العديد من لاعبي كرة القدم وأنديته السابقة تعازيهم لعائلة خوسيه، وتم الوقوف دقيقة صمت في نهائي دوري أبطال أوروبا 2019، الذي أقيم في مدريد في وقت لاحق من ذلك اليوم. أقيمت جنازته في 3 يونيو في مسقط رأسه أوتريرا، وقام فريقه الأخير إكستريمادورا بسحب قميصه رقم 19 بعد فترة وجيزة؛ في فبراير 2020، تم منح هذا الرقم عن طريق الخطأ لللاعب الصيني الجديد جاو ليلي، وتم تصحيح الخطأ لاحقًا.

## إحصائيات الأحتراف

### النادي
| النادي               | الموسم       | الدوري                         | الدوري    | الدوري  | كأس وطني  | كأس وطني | كأس الدوري | كأس الدوري | القارة    | القارة  | غيرها     | غيرها   | إجمالي    | إجمالي  |
| النادي               | الموسم       | القسم                          | التطبيقات | الأهداف | التطبيقات | الأهداف  | التطبيقات  | الأهداف    | التطبيقات | الأهداف | التطبيقات | الأهداف | التطبيقات | الأهداف |
| -------------------- | ------------ | ------------------------------ | --------- | ------- | --------- | -------- | ---------- | ---------- | --------- | ------- | --------- | ------- | --------- | ------- |
| سيڤيلا ب             | 1999–2000    | الدوري الإسباني الدرجة الثانية | 32        | 1       | -أجل      | -أجل     | -أجل       | -أجل       | -أجل      | -أجل    | -أجل      | -أجل    | 32        | 1       |
| سيفيلا               | 1999–2000    | لاليغا                         | 1         | 0       | 0         | 0        | -أجل       | -أجل       | -أجل      | -أجل    | -أجل      | -أجل    | 1         | 0       |
| سيفيلا               | 2000–01      | الدوري الإسباني الدرجة الثانية | 1         | 0       | 1         | 0        | -أجل       | -أجل       | -أجل      | -أجل    | -أجل      | -أجل    | 2         | 0       |
| سيفيلا               | 2001–02      | لاليغا                         | 29        | 8       | 1         | 0        | -أجل       | -أجل       | -أجل      | -أجل    | -أجل      | -أجل    | 30        | 8       |
| سيفيلا               | 2002–03      | لاليغا                         | 34        | 8       | 4         | 2        | -أجل       | -أجل       | -أجل      | -أجل    | -أجل      | -أجل    | 38        | 10      |
| سيفيلا               | 2003–04      | لاليغا                         | 21        | 5       | 4         | 1        | -أجل       | -أجل       | -أجل      | -أجل    | -أجل      | -أجل    | 25        | 6       |
| سيفيلا               | إجمالي       | إجمالي                         | 86        | 21      | 10        | 3        | -أجل       | -أجل       | -أجل      | -أجل    | -أجل      | -أجل    | 96        | 24      |
| آرسنال               | 2003–04      | الدوري الأول                   | 13        | 2       | 4         | 2        | 0          | 0          | 4         | 1       | -أجل      | -أجل    | 21        | 5       |
| آرسنال               | 2004–05      | الدوري الأول                   | 30        | 9       | 6         | 1        | 0          | 0          | 8         | 1       | 1         | 1       | 45        | 12      |
| آرسنال               | 2005–06      | الدوري الأول                   | 26        | 5       | 5         | 1        | 0          | 0          | 12        | 0       | 1         | 0       | 44        | 6       |
| آرسنال               | إجمالي       | إجمالي                         | 69        | 16      | 15        | 4        | 0          | 0          | 24        | 2       | 2         | 1       | 110       | 23      |
| ريال مدريد (إعارة)   | 2006–07      | لاليغا                         | 30        | 6       | 4         | 0        | -أجل       | -أجل       | 4         | 1       | -أجل      | -أجل    | 38        | 7       |
| أتليتيكو مدريد       | 2007–08      | لاليغا                         | 26        | 0       | 5         | 0        | -أجل       | -أجل       | 6         | 0       | -أجل      | -أجل    | 37        | 0       |
| أتليتيكو مدريد       | 2009–10      | لاليغا                         | 30        | 2       | 9         | 1        | -أجل       | -أجل       | 14        | 1       | -أجل      | -أجل    | 53        | 4       |
| أتليتيكو مدريد       | 2010–11      | لاليغا                         | 34        | 6       | 5         | 0        | -أجل       | -أجل       | 4         | 0       | 1         | 1       | 44        | 7       |
| أتليتيكو مدريد       | 2011–12      | لاليغا                         | 13        | 0       | 0         | 0        | -أجل       | -أجل       | 7         | 3       | -أجل      | -أجل    | 20        | 3       |
| أتليتيكو مدريد       | إجمالي       | إجمالي                         | 103       | 8       | 19        | 1        | -أجل       | -أجل       | 31        | 4       | 1         | 1       | 154       | 14      |
| بنفيكا (إعارة)       | 2008–09      | بريمير ليغا                    | 24        | 4       | 2         | 0        | 4          | 1          | 5         | 1       | -أجل      | -أجل    | 35        | 6       |
| سيفيلا               | 2011–12      | لاليغا                         | 19        | 1       | 1         | 0        | -أجل       | -أجل       | -أجل      | -أجل    | -أجل      | -أجل    | 20        | 1       |
| سيفيلا               | 2012–13      | لاليغا                         | 26        | 4       | 6         | 0        | -أجل       | -أجل       | -أجل      | -أجل    | -أجل      | -أجل    | 32        | 4       |
| سيفيلا               | 2013–14      | لاليغا                         | 21        | 0       | 1         | 0        | -أجل       | -أجل       | 12        | 2       | -أجل      | -أجل    | 34        | 2       |
| سيفيلا               | 2014–15      | لاليغا                         | 19        | 3       | 4         | 1        | -أجل       | -أجل       | 13        | 1       | 1         | 0       | 37        | 5       |
| سيفيلا               | 2015–16      | لاليغا                         | 24        | 1       | 5         | 2        | -أجل       | -أجل       | 4         | 0       | 1         | 1       | 34        | 4       |
| سيفيلا               | إجمالي       | إجمالي                         | 109       | 9       | 17        | 3        | -أجل       | -أجل       | 29        | 3       | 2         | 1       | 157       | 16      |
| إسبانويول            | 2016–17      | لاليغا                         | 21        | 3       | 2         | 1        | -أجل       | -أجل       | -أجل      | -أجل    | -أجل      | -أجل    | 23        | 4       |
| كوردوبا              | 2017–18      | الدرجة الثانية                 | 17        | 1       | 0         | 0        | -أجل       | -أجل       | -أجل      | -أجل    | -أجل      | -أجل    | 17        | 1       |
| نمر شينجيانغ تيانشان | 2018         | الدوري الأول الصيني            | 14        | 4       | 0         | 0        | -أجل       | -أجل       | -أجل      | -أجل    | -أجل      | -أجل    | 14        | 4       |
| إكسترمادورا          | 2018–19      | الدرجة الثانية                 | 9         | 0       | 0         | 0        | -أجل       | -أجل       | -أجل      | -أجل    | -أجل      | -أجل    | 9         | 0       |
| إجمالي المهن         | إجمالي المهن | إجمالي المهن                   | 514       | 73      | 69        | 12       | 4          | 1          | 93        | 11      | 5         | 3       | 685       | 100     |

### دولي
| المنتخب الوطني | سنة     | التطبيقات | الأهداف |
| -------------- | ------- | --------- | ------- |
| إسبانيا        | 2003    | 4         | 2       |
| إسبانيا        | 2004    | 6         | 0       |
| إسبانيا        | 2005    | 5         | 0       |
| إسبانيا        | 2006    | 6         | 2       |
| المجموع        | المجموع | 21        | 4       |

تظهر قائمة الأهداف والنتائج لإسبانيا أولاً، ويشير عمود النتيجة إلى النتيجة بعد كل هدف يسجله خوسيه.
| لا. | تاريخ          | مكان                                    | الخصم      | نتيجة | نتيجة | مسابقة                       |
| --- | -------------- | --------------------------------------- | ---------- | ----- | ----- | ---------------------------- |
| 1   | 11 أكتوبر 2003 | فازجين سركسيان، يريفان، أرمينيا         | أرمينيا    | 3–0   | 4–0   | تصفيات بطولة أمم أوروبا 2004 |
| 2   | 11 أكتوبر 2003 | فازجين سركسيان، يريفان، أرمينيا         | أرمينيا    | 4–0   | 4–0   | تصفيات بطولة أمم أوروبا 2004 |
| 3   | 1 مارس 2006    | نويفو خوسيه زوريلا، بلد الوليد, إسبانيا | ساحل العاج | 2-1   | 3-2   | ودي                          |
| 4   | 3 يونيو 2006   | مانويل مارتينيز فاليرو، إلتشي, إسبانيا  | مصر        | 2-0   | 2-0   | ودي                          |

## الأوسمة
إشبيلية
- الدرجة الثانية : 2000–01[93]
- الدوري الأوروبي : 2013–14، 2014–15، 2015–16[3]
- وصيف كأس الملك: 2015–16[93]
- وصيف كأس السوبر الأوروبي : 2014، 2015[93]

أرسنال
- الدوري الإنجليزي الممتاز : 2003–04[95]
- كأس الاتحاد الإنجليزي : 2004–05[95]
- درع الاتحاد الإنجليزي لكرة القدم : 2004[95]
- وصيف دوري أبطال أوروبا  : 2005–06[25]

ريال مدريد
- الدوري الإسباني : 2006–07[31]

أتلتيكو مدريد
- الدوري الأوروبي: 2009–10،[93] 2011–12[3]
- كأس السوبر الأوروبي: 2010[93]
- وصيف كأس الملك: 2009–10[93]

بنفيكا
- ترتيب الدوري : 2008–09[93]

إسبانيا تحت 19 عامًا
- بطولة أوروبا تحت 19 سنة : 2002[96]

فردي
- لاعب الشهر في الدوري الإنجليزي الممتاز : أغسطس 2004[95]
- أفضل لاعب في مباراة كأس السوبر الأوروبي : 2010[45]

## روابط خارجية
- خوسيه أنتونيو رييس على موقع الاتحاد الدولي (مؤرشف)  (الإنجليزية)
- خوسيه أنتونيو رييس على موقع الاتحاد الأوربي (الإنجليزية)
- خوسيه أنتونيو رييس على موقع قاعدة بيانات كرة القدم.إي يو (الإنجليزية)
- خوسيه أنتونيو رييس على موقع ليكيب (الفرنسية)
- خوسيه أنتونيو رييس على موقع ناشيونال فوتبول تيمز (الإنجليزية)
- خوسيه أنتونيو رييس على موقع Soccerbase.com (لاعب) (الإنجليزية)
- خوسيه أنتونيو رييس على موقع Soccerway.com (الإنجليزية)
- خوسيه أنتونيو رييس على موقع عالم كرة القدم.نت (الإنجليزية)

1. ↑  Appearances in دوري أبطال أوروبا
2. ↑  Appearance in درع المجتمع الإنجليزي
3. ↑  Appearance in درع المجتمع الإنجليزي
4. ↑  Appearances in UEFA Cup
5. ↑  Appearances in UEFA Champions League and UEFA Europa League
6. ↑  Appearances in UEFA Europa League
7. ↑  Appearances in كأس السوبر الأوروبي
8. ↑  Appearances in UEFA Europa League